# کیتوی
کیتوی (به لاتین: Kitui) یک منطقهٔ مسکونی در کنیا است که در استان شرقی (کنیا) واقع شده‌است. کیتوی ۱۵۵٬۸۹۶ نفر جمعیت دارد.